# Gran Premio motociclistico del Belgio 1978
Il Gran Premio motociclistico del Belgio fu il settimo appuntamento del motomondiale 1978.
Si svolse il 2 luglio 1978 sul Circuito di Spa-Francorchamps. Corsero tutte le classi tranne, come d'abitudine, la 350.
In 500 Wil Hartog, sostituto dell'infortunato Pat Hennen nelle file del team Heron-Suzuki, si portò in testa e vinse davanti a Kenny Roberts; solo terzo Barry Sheene.
Podio tutto italiano in 250: primo Paolo Pileri (la cui ultima vittoria risaliva al 1975), secondo Franco Uncini e terzo Walter Villa.
Altra vittoria italiana in 125, con Pier Paolo Bianchi che si mise dietro Ángel Nieto, neoacquisto del team Minarelli.
Ricardo Tormo vinse agevolmente in 50 davanti alle Kreidler ufficiali di Eugenio Lazzarini e Stefan Dörflinger.
Nei sidecar Alain Michel andò in testa prima di cedere allo svizzero Bruno Holzer, che diede alla connazionale LCR la prima vittoria iridata. Terzo Rolf Biland.

## Classe 500

### Arrivati al traguardo
| Pos. | Pilota             | Moto   | Tempo     | Punti |
| ---- | ------------------ | ------ | --------- | ----- |
| 1    | Wil Hartog         | Suzuki | 39' 50" 4 | 15    |
| 2    | Kenny Roberts      | Yamaha | +15" 8    | 12    |
| 3    | Barry Sheene       | Suzuki | +18" 6    | 10    |
| 4    | Michel Rougerie    | Suzuki | +21" 3    | 8     |
| 5    | Teuvo Länsivuori   | Suzuki | +1' 18" 9 | 6     |
| 6    | Takazumi Katayama  | Yamaha | +1' 19" 0 | 5     |
| 7    | Marco Lucchinelli  | Suzuki |           | 4     |
| 8    | Alex George        | Suzuki |           | 3     |
| 9    | Tom Herron         | Suzuki |           | 2     |
| 10   | Dennis Ireland     | Suzuki |           | 1     |
| 11   | John Woodley       | Suzuki |           |       |
| 12   | John Williams      | Suzuki |           |       |
| 13   | Bosse Granath      | Suzuki |           |       |
| 14   | Graziano Rossi     | Suzuki |           |       |
| 15   | Jack Findlay       | Suzuki |           |       |
| 16   | Greg Johnson       | Suzuki |           |       |
| 17   | Hervé Regout       | Suzuki |           |       |
| 18   | Max Wiener         | Suzuki |           |       |
| 19   | Les van Breda      | Suzuki | +1 giro   |       |
| 20   | Gerhard Vogt       | Suzuki | +1 giro   |       |
| 21   | Guy Cooremans      | Suzuki | +1 giro   |       |
| 22   | Jean-Claude Hogrel | BUT    | +1 giro   |       |

### Ritirati
| Pilota           | Moto   | Motivo ritiro            |
| ---------------- | ------ | ------------------------ |
| Johnny Cecotto   | Yamaha | rottura del motore       |
| Boet van Dulmen  | Suzuki | problemi agli pneumatici |
| Philippe Coulon  | Suzuki | problemi al motore       |
| Steve Baker      | Suzuki | problemi al motore       |
| Virginio Ferrari | Suzuki |                          |
| Alan North       | n.d.   | problemi al motore       |
| Bruno Kneubühler | Suzuki | problemi al motore       |
| Jon Ekerold      | Suzuki | problemi al cambio       |
| Børge Nielsen    | Suzuki | problemi al motore       |
| John Newbold     | Suzuki | problemi al motore       |
| Cees Scheepens   | Suzuki |                          |
| Franz Rau        | Suzuki |                          |
| Dick Alblas      | Suzuki |                          |
| Steve Parrish    | Suzuki |                          |
| Franz Heller     | Suzuki |                          |

### Non qualificati
| Pilota                | Moto   |
| --------------------- | ------ |
| Perez                 | n.d.   |
| Carlos de San Antonio | Suzuki |

## Classe 250

### Arrivati al traguardo
| Pos | Pilota            | Moto            | Tempo     | Punti |
| --- | ----------------- | --------------- | --------- | ----- |
| 1   | Paolo Pileri      | Morbidelli      | 40' 35" 0 | 15    |
| 2   | Franco Uncini     | Yamaha          | +23" 1    | 12    |
| 3   | Walter Villa      | Harley-Davidson | +37" 6    | 10    |
| 4   | Patrick Fernandez | Yamaha          | +37" 8    | 8     |
| 5   | Kork Ballington   | Kawasaki        | +1' 07" 0 | 6     |
| 6   | Mario Lega        | Morbidelli      | +1' 07" 2 | 5     |
| 7   | Anton Mang        | Kawasaki        |           | 4     |
| 8   | Vic Soussan       | Yamaha          |           | 3     |
| 9   | Pentti Korhonen   | Yamaha          |           | 2     |
| 10  | Leif Gustafsson   | Yamaha          |           | 1     |
| 11  | Jon Ekerold       | Yamaha          |           |       |
| 12  | Etienne Geeraerd  | Yamaha          |           |       |
| 13  | Albert Debouny    | Yamaha          |           |       |
| 14  | Josef Hage        | Japol           |           |       |
| 15  | Pekka Nurmi       | Yamaha          |           |       |
| 16  | Reino Eskelinen   | Yamaha          |           |       |
| 17  | René Delaby       | Yamaha          |           |       |
| 18  | Eero Hyvärinen    | Yamaha          |           |       |
| 19  | Clive Padgett     | Yamaha          |           |       |
| 20  | Kenny Blake       | Yamaha          |           |       |
| 21  | Ken Nemoto        | Yamaha          |           |       |
| 22  | Dieter Heinen     | Yamaha          |           |       |
| 23  | Roland Faesser    | Yamaha          |           |       |
| 24  | Armand Gras       | Yamaha          |           |       |

### Ritirati
| Pilota              | Moto     | Motivo ritiro |
| ------------------- | -------- | ------------- |
| John Dodds          | Yamaha   |               |
| Kenny Roberts       | Yamaha   | abbandono     |
| Michel Biver        | Yamaha   |               |
| Jean-François Baldé | Kawasaki |               |
| Tom Herron          | Yamaha   |               |
| Raymond Roche       | Yamaha   |               |
| Jean-Marc Toffolo   | Yamaha   |               |
| Gregg Hansford      | Kawasaki |               |
| Ray Quincey         | Yamaha   |               |
| Guy Origer          | Yamaha   |               |
| Francis Hollebecq   | Yamaha   |               |
| Marc Fontan         | Yamaha   |               |
| Pierre Tocco        | Yamaha   |               |
| Mick Grant          | Kawasaki |               |

### Non qualificati
| Pilota              | Moto   |
| ------------------- | ------ |
| Harald Merkl        | Yamaha |
| Roland Freymond     | Yamaha |
| Olivier Liegeois    | Yamaha |
| Patrick de Radiguès | Yamaha |
| Alain Nies          | Yamaha |
| Yves de Kimpe       | Yamaha |
| Michel Steven       | Yamaha |
| Franck Gross        | Yamaha |
| Ron Kirkham         | Yamaha |
| Guy Bertin          | Yamaha |
| Didier de Radiguès  | Yamaha |
| Christian Estrosi   | Yamaha |
| Jean-Claude Baele   | Yamaha |

| Pilota             | Moto   |
| ------------------ | ------ |
| Éric Saul          | Yamaha |
| Eddie Roberts      | Yamaha |
| Børge Nielsen      | Yamaha |
| John Weeden        | Yamaha |
| Sadao Asami        | Yamaha |
| Dirk du Plooy      | Yamaha |
| Valerio Pessotto   | Yamaha |
| Denis Boulom       | Yamaha |
| Roger Kockelman    | Yamaha |
| Philippe Jacob     | Yamaha |
| Olivier Chevallier | Yamaha |
| Hervé Moineau      | Yamaha |
| Richard Hubin      | Yamaha |

## Classe 125

### Arrivati al traguardo
| Pos | Pilota              | Moto       | Tempo     | Punti |
| --- | ------------------- | ---------- | --------- | ----- |
| 1   | Pier Paolo Bianchi  | Minarelli  | 38' 12" 2 | 15    |
| 2   | Ángel Nieto         | Minarelli  | +3" 3     | 12    |
| 3   | Maurizio Massimiani | Morbidelli | +11" 1    | 10    |
| 4   | August Auinger      | Morbidelli | +1' 29" 3 | 8     |
| 5   | Patrick Plisson     | Morbidelli | +1' 34" 3 | 6     |
| 6   | Eugenio Lazzarini   | MBA        |           | 5     |
| 7   | Hans Müller         | Morbidelli |           | 4     |
| 8   | Rolf Blatter        | Morbidelli |           | 3     |
| 9   | Cees van Dongen     | Morbidelli |           | 2     |
| 10  | Matti Kinnunen      | Morbidelli |           | 1     |
| 11  | Bennie Wilbers      | Morbidelli |           |       |
| 12  | Jean-Claude Selini  | Morbidelli |           |       |
| 13  | Walter Koschine     | Bender     |           |       |
| 14  | Clive Horton        | Morbidelli |           |       |
| 15  | Enrico Cereda       | Morbidelli |           |       |
| 16  | Benga Johansson     | Morbidelli |           |       |
| 17  | Yves Dupont         | Morbidelli |           |       |
| 18  | Jan Huberts         | Morbidelli |           |       |
| 19  | Bernd Schneider     | Bender     |           |       |
| 20  | Jan Ubels           | Buton      |           |       |

### Ritirati
| Pilota                 | Moto       | Motivo ritiro |
| ---------------------- | ---------- | ------------- |
| Harald Bartol          | Morbidelli |               |
| Jean-Louis Guignabodet | Morbidelli |               |
| Stefan Dörflinger      | Morbidelli |               |
| Juliaan Vanzeebroeck   | Morbidelli |               |
| Thierry Espié          | Motobécane |               |
| Jacky Hutteau          | Morbidelli |               |
| Poliet                 | Morbidelli |               |
| Hans-Jürgen Hummel     | Morbidelli |               |
| Marc-Anton Constantin  | Morbidelli |               |
| Felice Agostini        | Morbidelli |               |
| Aldo Pero              | Morbidelli |               |
| Kees van de Ven        | Morbidelli |               |
| Lida                   | Honda      |               |
| Ryszard Mankiewicz     | MZ         |               |
| Per-Edvard Carlsson    | Morbidelli |               |
| Laurent Gomis          | Morbidelli |               |
| Michel Simul           | Honda      |               |
| René Renier            | Honda      |               |

### Non qualificati
| Pilota            | Moto       |
| ----------------- | ---------- |
| Jean-Claude Baele | Morbidelli |
| Claudio Lusuardi  | Morbidelli |
| Freddy Blaise     | Morbidelli |
| Guy Collard       | Morbidelli |
| Eddy Goffinet     | Morbidelli |

## Classe 50

### Arrivati al traguardo
| Pos | Pilota                | Moto     | Tempo     | Punti |
| --- | --------------------- | -------- | --------- | ----- |
| 1   | Ricardo Tormo         | Bultaco  | 31' 52" 3 | 15    |
| 2   | Eugenio Lazzarini     | Kreidler | +56" 1    | 12    |
| 3   | Stefan Dörflinger     | Kreidler | +2' 23" 2 | 10    |
| 4   | Claudio Lusuardi      | Bultaco  | +2' 24" 6 | 8     |
| 5   | Peter Looijesteijn    | Kreidler | +2' 34" 9 | 6     |
| 6   | Pierre Dumont         | Kreidler | +2' 48" 7 | 5     |
| 7   | Hagen Klein           | Kreidler |           | 4     |
| 8   | Patrick Plisson       | ABF      |           | 3     |
| 9   | Cees van Dongen       | Kreidler |           | 2     |
| 10  | Theo Timmer           | Kreidler |           | 1     |
| 11  | Jacky Hutteau         | Kreidler |           |       |
| 12  | Wolfgang Müller       | Kreidler |           |       |
| 13  | Joaquín Galí          | Bultaco  |           |       |
| 14  | Ramón Galí            | Bultaco  |           |       |
| 15  | Günter Schirnhofer    | Kreidler |           |       |
| 16  | Daniel Corvi          | Kreidler |           |       |
| 17  | Chris Baert           | Kreidler |           |       |
| 18  | Marcel van der Steene | Kreidler |           |       |
| 19  | Michel de Poligny     | Scrab    |           |       |
| 20  | Dirk van der Donckt   | Kreidler |           |       |
| 21  | Wolfgang Golembeck    | Kreidler |           |       |
| 22  | Franz Unger           | Kreidler |           |       |
| 23  | Ove Skifjeld          | Kreidler |           |       |
| 24  | Otto Machinek         | Kreidler |           |       |

### Ritirati
| Pilota               | Moto     | Motivo ritiro |
| -------------------- | -------- | ------------- |
| Ingo Emmerich        | Kreidler |               |
| Reiner Scheidhauer   | Kreidler |               |
| Yves Le Toumelin     | Kreidler |               |
| Serge Julin          | Lusuardi |               |
| Hans Müller          | Kreidler |               |
| Charles Dumont       | Kreidler |               |
| Juliaan Vanzeebroeck | Kreidler |               |
| Aldo Pero            | Kreidler |               |
| Rolf Blatter         | Kreidler |               |
| Gerhard Bauer        | Kreidler |               |

### Non qualificati
| Pilota           | Moto     |
| ---------------- | -------- |
| Georges Fissette | Kreidler |
| Emmanuel Ghilain | Kreidler |
| Henrique Sande   | Bultaco  |
| Robert Evrard    | Kreidler |
| René Loge        | Kreidler |
| Benjamin Laurent | Kreidler |
| Mika-Sakari Komu | Kreidler |

## Classe sidecar
30 equipaggi alla partenza.

### Arrivati al traguardo
| Pos | Pilota            | Passeggero       | Moto          | Tempo     | Punti |
| --- | ----------------- | ---------------- | ------------- | --------- | ----- |
| 1   | Bruno Holzer      | Karl Meierhans   | LCR-Yamaha    | 47' 50" 0 | 15    |
| 2   | Alain Michel      | Stuart Collins   | Seymaz-Yamaha | +22" 7    | 12    |
| 3   | Rolf Biland       | Williams         | TTM-Yamaha    | +28" 3    | 10    |
| 4   | Rolf Steinhausen  | Wolfgang Kalauch | Seymaz-Yamaha | +2' 22" 2 | 8     |
| 5   | Bill Hodgkins     | John Parkins     | Windle-Yamaha | +3' 01" 0 | 6     |
| 6   | Jock Taylor       | James Neil       | Windle-Yamaha |           | 5     |
| 7   | Cees Smit         | Jan Smit         | Seymaz-Yamaha |           | 4     |
| 8   | Gérald Corbaz     | Roland Gabriel   | Schmid-Yamaha |           | 3     |
| 9   | Dick Greasley     | Gordon Russell   | Busch-Yamaha  |           | 2     |
| 10  | Siegfried Schauzu | Lorenzo Puzo     | Busch-Yamaha  |           | 1     |